# Armas Morby
Tore Armas Morby, född 10 november 1909 i Stockholm, död 9 juni 1980 i Djursholm, var en svensk företagsledare och publicist.

## Biografi
Armas Morby, som var son till snickaren Ture Nikolaus Olsson, började som tidningsbud för Helsingborgs Dagblad och blev senare litograf och kemigraf där. Omkring 1930 flyttade han till Stockholm där han antog namnet Morby. 1934–1936 var han VD för och delägare i AB Klichéteknik och grundade 1938 reklamföretaget Publicity, från 1944 Press & Publicity, där han också blev VD. 1940 blev han även VD för British World Events AB, 1946 Posttrader AB och 1951 Rotopress AB. Han lyckades snart få inflytelserika kunder som Skånska cementgjuteriet och Electrolux. Morby blev under andra världskriget en viktig PR-kanal för de västallierade och knöt goda förbindelser med den amerikanska ambassaden.
Hans intresse för USA gjorde också att han kom att intressera sig för serietidningsmarknaden. I samband med en resa i USA, strax efter kriget, försökte han sälja serier till olika tidningar men utan större framgångar. Han lyckades dock sälja nederländska Tom Puss till Dagens Nyheter. Svårigheterna att sälja serier till tidningarna fick Morby att själv 1948 börja producera serietidningar. På 1950-talet var han störst på den svenska serietidningsmarknaden. Press & Publicity sysslade även med utgivning av veckotidningar och lyckades komma över rätten till att ge ut Eleanor Roosevelts memoarer och sålde den till Torsten Kreuger.
Från 1954 var han VD för Triofilm, från 1956 ägare av bildbyrån Text & Bilder. Han ägde även serieförlag och tryckerier i Danmark. Efter att ha skaffat sig en betydande förmögenhet började Morby intressera sig för dagspressen. 1957 köpte han Österbergs tryckeri i Nyköping tillsammans med Södermanlands Nyheter. 1958 köpte han Troese annonsblad och 1962 Södertörns tryckeri med Länstidningen Södertälje och 1969 Nynäshamns Posten, Norrtelje Tidning och Nacka-Saltsjöbadens tidning. 1970 förvärvades slutligen Nynäshamns Posten. I början av 1970-talet började han dock avveckla sin verksamhet. Press & Publicity och Rotopress AB såldes till Åhlen & Åkerlund och bildbyrån Text & Bilder till Aftonbladet. Dess arkiv kom dock att hamna hos Sveriges Radio. 1973 sålde han sitt tidningsinnehav till Centerpartiet. Försäljningen kom att hemlighållas under det att Morby företog en långsegling till Västindien men kom under hans bortavaro att läcka till pressen och väcka uppståndelse.